# Mercado de Sánchez Peña
El mercado de Sánchez Peña, también conocido como mercado de la Corredera, es un edificio ubicado en la plaza de la Corredera de la ciudad de Córdoba, España. Actualmente hace las funciones de mercado de abastos, aunque ha sido fábrica de sombreros, cárcel, así como casa consistorial del Ayuntamiento de Córdoba.

## Historia
Durante el siglo XVI se produjo un ensanche en esta zona, por lo que el corregidor de Córdoba Juan Gaitán de Ayala quiso trasladar la cárcel y casa consistorial desde la calle Comedias (actualmente calle Velázquez Bosco) hasta el área, construyendo un nuevo edificio. Dicha solicitud fue aprobada por Real Provisión el 1 de septiembre de 1583. Las obras se llevaron a cabo en un plazo de unos tres años, en los que consta el traslado de presos a la nueva cárcel, siendo el arquitecto encargado de las mismas el cordobés Juan de Ochoa, quien también realizó otros trabajos en la ciudad como la cúpula de la Mezquita-catedral y la portada del palacio de Viana. Albergó un gran balcón que permitía una gran visibilidad hacia los espectáculos que se celebraban en la plaza.
Adquirió las funciones de casa del corregidor hasta principios del siglo XVIII, cuando fue trasladada a la calle Capitulares, mientras que la cárcel municipal continuó en el lugar hasta 1822, cuando los presos fueron trasladados hasta el Alcázar de los Reyes Cristianos. Durante la Guerra de Independencia fue cuartel militar. En 1845 el edificio fue adquirido por el empresario José Sánchez Peña para la creación de su fábrica de sombreros, la primera empresa que utilizó una máquina de vapor en la ciudad. La fábrica en sí misma se situó en la planta baja del edificio, mientras que la planta alta estaba habitada por los trabajadores.
Tras el cierre de la fábrica en 1885, el Ayuntamiento de Córdoba permitió la venta de carne un año más tarde, mientras que adquirió el nombre de Mercado de Sánchez Peña en 1887, ya como mercado de abastos. Se dedicó al empresario cordobés que le da nombre, se abrieron nuevos accesos para facilitar el tránsito y se instalaron 87 puestos de venta al público. Actualmente, la planta baja continúa funcionando como un mercado, mientras que la planta alta alberga un centro cívico.

## Estructura
Su patio central aún alberga la traza de Juan de Ochoa en el siglo XVI, de estilo manierista, sobrio y sin ornamentos. Sus dos plantas se encuentran abiertas por arcos de medio punto sobre columnas toscanas. El gran balcón que presidió la fachada fue trasladado a mediados del siglo XIX a la Huerta La Favorita o de Morales una vez se convierte en fábrica de sombreros. En su lienzo principal albergaba la inscripción:

PHILIPO SECUNDO REGE POTENTISIMO URBIS PRAEFECTO IOANNE GAETANO AB AYALA PRO CORDUBENSIBUS FACIENDUM CURAVIT ANNO DOMINI - MDLXXXVI